# 烽火 (人工衛星)
烽火（ほうか、Feng Huo、FH）は中華人民共和国の人工衛星シリーズ。

## 烽火1号
中星22号（Zhongxing 22）とも言われ、烽火1号A（FH-1A、中星22号, ZX 22）と烽火1号B（FH-1B、中星22号A, ZX 22A）の2機存在する。
軍事通信およびデータ中継衛星だといわれており、中国人民解放軍が運用する。
重量2300kg、2つの太陽パネルを装着。中国航天科技集団公司が東方紅3号衛星バスを元に製造した。
烽火1号Aは2000年1月25日に烽火1号Bは2006年9月12日に打ち上げられた。二つとも西昌衛星発射センターからCZ-3Aロケットによって打ち上げられた。

## 烽火2号
中星1号（Zhongxing 1）とも言われ、2011年9月19日に烽火2号A（FH-2A、中星1号A, ZX 1A）が西昌衛星発射センターからCZ-3Bロケットによって打ち上げられた。
烽火2号Aは中国の通信放送衛星で、中国全土及びアジア、太平洋などの地域に向けたテレビ放送や、衛星通信などのサービスを提供すると報じられているが、軍事通信衛星との報道もある。
なお中国は前月の8月18日に実践11号04星をのせたCZ-2Cの打ち上げに失敗しているが、わずか1ヶ月での打ち上げ再開となった。

## 衛星リスト
| 番号 | 衛星名           | COSPAR ID | SAT CAT | 衛星 バス | ペイロ ード | 打上げ機 | 打上げ時刻（UTC+8）        | 射場 | 常駐 経度 | 軌道 | 現況   |
| ---- | ---------------- | --------- | ------- | --------- | ----------- | -------- | -------------------------- | ---- | --------- | ---- | ------ |
| 1    | 中星22（烽火1）  | 2000-003A | 26058   | DFH-3     |             | 長征3号A | 2000年1月26日 00時45分05秒 | 西昌 | 98°E      | GEO  | 運用中 |
| 2    | 中星22A（烽火1） | 2006-038A | 29398   | DFH-3     |             | 長征3号A | 2006年9月13日 00時02分     | 西昌 | 98°E      | GEO  | 運用中 |
| 3    | 中星1A（烽火2A） | 2011-047A | 37804   | DFH-4     |             | 長征3号B | 2011年9月19日              | 西昌 |           | GEO  | 運用中 |
| 4    | 中星1C（烽火2C） | 2015-073A | 41103   | DFH-4     |             | 長征3号B | 2015年12月10日             | 西昌 |           | GEO  | 運用中 |
| 5    | 中星1D（烽火2D） | 2021-114A | 49505   | DFH-4     |             | 長征3号B | 2021年11月27日 0時40分     | 西昌 |           | GEO  | 運用中 |
| 6    | 中星1E（烽火2E） | 2022-112A | 53813   | DFH-4     |             | 長征7号A | 2022年9月13日 21時18分     | 文昌 |           | GEO  | 運用中 |